# Caixa negra

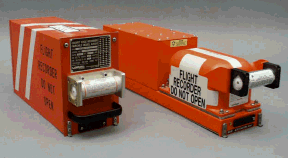
Capses negres d'un avió, on es registren les converses dels pilots i les dades del vol

La caixa negra o millor capsa negra o enregistrador de vol és un dispositiu electrònic que enregistra les dades del vol d'una aeronau com: l'altura, la velocitat, la pressió de l'aire, les converses dels pilots, etc. La seva funció bàsica és conèixer els problemes succeïts en l'avió per tal d'evitar-los posteriorment. També alguns vaixells i altres vehicles en duen a bord.

## Història
El primer aparell per a enregistrar automàticament les dades de vol fou inventats pels francesos François Hussenot i Paul Beaudouin l'any 1939. Aquest consistia en l'enregistrament en vídeo (en format de 88 mm) de variables (altitud, velocitat, etc.) mitjançant l'oscil·lació d'un feix de llum en un mirall connectat a l'instrument de vol.
La primera capsa negra moderna que enregistrava les converses de les cabines de vol data de 1956. Fou inventada per l'australià David Warren després d'una sèrie d'accidents aeris del De Havilland Comet sobre els quals ell investigava.

## Característiques
Malgrat el nom, la capsa negra no és de color negra, sinó taronja groguenc, a fi i efecte de poder ser retrobada amb més facilitat després d'un accident. A més, en els avions sol haver-hi dos dispositius, un que registra les dades dels instruments de vol i un altre els sons i converses de la cabina de vol. Disposa d'un embolcall reforçat per tal que pugui resistir els efectes d'un accident, com pressions i temperatures molt elevades.